# 查涅
查涅，是西班牙卡斯蒂利亚-莱昂塞戈维亚省的一个市镇。 总面积35平方公里，总人口700人（2001年），人口密度20人/平方公里。